# Messestädte-Pokal 1970/71
Der 13. und letzte Messestädte-Pokal wurde in der Saison 1970/71 ausgespielt. Der Sieger Leeds United konnte sich im in Hin- und Rückspiel ausgetragenen Finale gegen Juventus Turin nur auf Grund der Auswärtstorregel durchsetzen. Nach dieser Saison wurde der Messepokal durch den UEFA-Pokal ersetzt. Torschützenkönig wurde Pietro Anastasi von Juventus Turin mit zehn Toren.

## 1. Runde
|                          | Gesamt          |                         | Hinspiel | Rückspiel |
| ------------------------ | --------------- | ----------------------- | -------- | --------- |
| Ilves-Kissat Tampere     | 4:5             | SK Sturm Graz           | 4:2      | 0:3       |
| Lazio Rom                | 2:4             | FC Arsenal              | 2:2      | 0:2       |
| Cork Hibernians          | 1:6             | FC Valencia             | 0:3      | 1:3       |
| Wiener Sport-Club        | 0:5             | KSK Beveren             | 0:2      | 0:3       |
| B 1901 Nykøbing          | 3:8             | Hertha BSC              | 2:4      | 1:4       |
| Spartak TAZ Trnava       | 2:2 (4:3 i. E.) | Olympique Marseille     | 2:0      | 0:2 n. V. |
| Ruch Chorzów             | 1:3             | AC Florenz              | 1:1      | 0:2       |
| 1. FC Köln               | 5:2             | CS Sedan Ardennes       | 5:1      | 0:1       |
| Inter Mailand            | 1:3             | Newcastle United        | 1:1      | 0:2       |
| CS Universitatea Craiova | 2:4             | Pécsi Dózsa SC          | 2:1      | 0:3       |
| GKS Katowice             | 2:4             | CF Barcelona            | 0:1      | 2:3       |
| Juventus Turin           | 11:00           | US Rumelange            | 7:0      | 4:0       |
| FC Barreirense           | 3:6             | Dinamo Zagreb           | 2:0      | 1:6       |
| KAA Gent                 | 1:8             | Hamburger SV            | 0:1      | 1:7       |
| FC Sevilla               | 2:3             | Eskişehirspor           | 1:0      | 1:3       |
| AEK Athen                | 0:4             | FC Twente Enschede      | 0:1      | 0:3       |
| Hibernian Edinburgh      | 9:2             | Malmö FF                | 6:0      | 3:2       |
| Vitória Guimarães        | 4:3             | AS Angoulême            | 3:0      | 1:3       |
| FC Liverpool             | 2:1             | Ferencváros Budapest    | 1:0      | 1:1       |
| Dinamo Bukarest          | 5:1             | PAOK Thessaloniki       | 5:0      | 0:1       |
| FC Bayern München        | 2:1             | Glasgow Rangers         | 1:0      | 1:1       |
| AFD Trakia Plowdiw       | 1:6             | Coventry City           | 1:4      | 0:2       |
| Sparta Rotterdam         | 15:00           | ÍA Akranes              | 6:0      | 9:0       |
| Coleraine FC             | 4:3             | FC Kilmarnock           | 1:1      | 3:2       |
| Sarpsborg FK             | 0:6             | Leeds United            | 0:1      | 0:5       |
| Partizan Belgrad         | 0:6             | Dynamo Dresden          | 0:0      | 0:6       |
| Sparta Prag              | 3:1             | Atlético Bilbao         | 2:0      | 1:1       |
| Dundee United            | 3:2             | Grasshopper Club Zürich | 3:2      | 0:0       |
| Akademisk BK Gladsaxe    | 10:20           | Sliema Wanderers        | 7:0      | 3:2       |
| FK Željezničar Sarajevo  | 7:9             | RSC Anderlecht          | 3:4      | 4:5       |
| FC Lausanne-Sport        | 1:4             | Vitória Setúbal         | 0:2      | 1:2       |
| Hajduk Split             | 3:1             | Slawia Sofia            | 3:0      | 0:1       |

## 2. Runde
|                       | Gesamt             |                    | Hinspiel | Rückspiel |
| --------------------- | ------------------ | ------------------ | -------- | --------- |
| SK Sturm Graz         | 1:2                | FC Arsenal         | 1:0      | 0:2       |
| FC Valencia           | 1:2                | KSK Beveren        | 0:1      | 1:1       |
| Hertha BSC            | 2:3                | Spartak TAZ Trnava | 1:0      | 1:3       |
| AC Florenz            | 1:3                | 1. FC Köln         | 1:2      | 0:1       |
| Newcastle United      | 2:2 1(2:5 i. E.) 1 | Pécsi Dózsa SC     | 2:0      | 0:2 n. V. |
| CF Barcelona          | 2:4                | Juventus Turin     | 1:2      | 1:2       |
| Dinamo Zagreb         | 4:1                | Hamburger SV       | 4:0      | 0:1       |
| Eskişehirspor         | 4:8                | FC Twente Enschede | 3:2      | 1:6       |
| Hibernian Edinburgh   | 3:2                | Vitória Guimarães  | 2:0      | 1:2       |
| FC Liverpool          | 4:1                | Dinamo Bukarest    | 3:0      | 1:1       |
| FC Bayern München     | 7:3                | Coventry City      | 6:1      | 1:2       |
| Sparta Rotterdam      | 4:1                | Coleraine FC       | 2:0      | 2:1       |
| Leeds United          | (a)2:2(a)          | Dynamo Dresden     | 1:0      | 1:2       |
| Sparta Prag           | 3:2                | Dundee United      | 3:1      | 0:1       |
| Akademisk BK Gladsaxe | 1:7                | RSC Anderlecht     | 1:3      | 0:4       |
| Vitória Setúbal       | 3:2                | Hajduk Split       | 2:0      | 1:2       |

## 3. Runde
|                     | Gesamt |                    | Hinspiel | Rückspiel |
| ------------------- | ------ | ------------------ | -------- | --------- |
| FC Arsenal          | 4:0    | KSK Beveren        | 4:0      | 0:0       |
| Spartak TAZ Trnava  | 0:4    | 1. FC Köln         | 0:1      | 0:3       |
| Pécsi Dózsa SC      | 0:3    | Juventus Turin     | 0:1      | 0:2       |
| Dinamo Zagreb       | 2:3    | FC Twente Enschede | 2:2      | 0:1       |
| Hibernian Edinburgh | 0:3    | FC Liverpool       | 0:1      | 0:2       |
| FC Bayern München   | 5:2    | Sparta Rotterdam   | 2:1      | 3:1       |
| Leeds United        | 9:2    | Sparta Prag        | 6:0      | 3:2       |
| RSC Anderlecht      | 3:4    | Vitória Setúbal    | 2:1      | 1:3 n. V. |

## Viertelfinale
|                | Gesamt    |                    | Hinspiel | Rückspiel |
| -------------- | --------- | ------------------ | -------- | --------- |
| FC Arsenal     | (a)2:2(a) | 1. FC Köln         | 2:1      | 0:1       |
| Juventus Turin | 4:2       | FC Twente Enschede | 2:0      | 2:2 n. V. |
| FC Liverpool   | 4:1       | FC Bayern München  | 3:0      | 1:1       |
| Leeds United   | 3:2       | Vitória Setúbal    | 2:1      | 1:1       |

## Halbfinale
|              | Gesamt |                | Hinspiel | Rückspiel |
| ------------ | ------ | -------------- | -------- | --------- |
| 1. FC Köln   | 1:3    | Juventus Turin | 1:1      | 0:2       |
| FC Liverpool | 0:1    | Leeds United   | 0:1      | 0:0       |

## Finale

### Hinspiel
Das ursprüngliche Hinspiel am 26. Mai 1971 wurde nach 51 Spielminuten wegen Unbespielbarkeit des Platzes abgebrochen. Am gleichen Tag starb der Trainer von Juventus, Armando Picchi, an einer Krebserkrankung.
| Juventus Turin                                    | Juventus Turin | Leeds United | Leeds United |
| ------------------------------------------------- | --- | --- | ------------ |
| Juventus Turin                                    | \| 28. Mai 1971 in Turin (Stadio Comunale) \| \| Ergebnis: 2:2 (1:0) \| \| Zuschauer: 58.555 \| \| Schiedsrichter: Laurens van Ravens ( Niederlande) \| | \| 28. Mai 1971 in Turin (Stadio Comunale) \| \| Ergebnis: 2:2 (1:0) \| \| Zuschauer: 58.555 \| \| Schiedsrichter: Laurens van Ravens ( Niederlande) \|                                            | Leeds United |
| Juventus Turin                                    | Massimo Piloni – Luciano Spinosi, Sandro Salvadore , Gianpietro Marchetti, Giuseppe Furino, Francesco Morini, Helmut Haller, Fabio Capello, Franco Causio, Pietro Anastasi (72. Adriano Novellini), Roberto Bettega Cheftrainer: Čestmír Vycpálek ( Tschechoslowakei) | Gary Sprake – Paul Reaney, Terry Cooper, Billy Bremner , Jack Charlton, Norman Hunter, Peter Lorimer, Allan Clarke, Mick Jones (72. Mick Bates), Johnny Giles, Paul Madeley Cheftrainer: Don Revie | Leeds United |
| Juventus Turin                                    | 1:0 Roberto Bettega (27.) 2:1 Fabio Capello (55.) | 1:1 Paul Madeley (48.) 2:2 Mick Bates (77.) | Leeds United |
| 28. Mai 1971 in Turin (Stadio Comunale)           | | |              |
| Ergebnis: 2:2 (1:0)                               | | |              |
| Zuschauer: 58.555                                 | | |              |
| Schiedsrichter: Laurens van Ravens ( Niederlande) | | |              |

### Rückspiel
| Leeds United                         | Leeds United | Juventus Turin | Juventus Turin |
| ------------------------------------ | --- | --- | -------------- |
| Leeds United                         | \| 3. Juni 1971 in Leeds (Elland Road) \| \| Ergebnis: 1:1 (1:1) \| \| Zuschauer: 42.483 \| \| Schiedsrichter: Rudi Glöckner ( DDR) \|                                                             | \| 3. Juni 1971 in Leeds (Elland Road) \| \| Ergebnis: 1:1 (1:1) \| \| Zuschauer: 42.483 \| \| Schiedsrichter: Rudi Glöckner ( DDR) \| | Juventus Turin |
| Leeds United                         | Gary Sprake – Paul Reaney, Terry Cooper, Billy Bremner , Jack Charlton, Norman Hunter, Peter Lorimer, Allan Clarke, Mick Jones, Johnny Giles, Paul Madeley (56. Mick Bates) Cheftrainer: Don Revie | Roberto Tancredi – Luciano Spinosi, Sandro Salvadore , Gianpietro Marchetti, Giuseppe Furino, Francesco Morini, Helmut Haller, Fabio Capello, Franco Causio, Pietro Anastasi, Roberto Bettega Cheftrainer: Čestmír Vycpálek ( Tschechoslowakei) | Juventus Turin |
| Leeds United                         | 1:0 Allan Clarke (12.) | 1:1 Pietro Anastasi (20.) | Juventus Turin |
| 3. Juni 1971 in Leeds (Elland Road)  | | |                |
| Ergebnis: 1:1 (1:1)                  | | |                |
| Zuschauer: 42.483                    | | |                |
| Schiedsrichter: Rudi Glöckner ( DDR) | | |                |

## Beste Torschützen
| Rang | Spieler              | Klub               | Tore |
| ---- | -------------------- | ------------------ | ---- |
| 1    | Pietro Anastasi      | Juventus Turin     | 10   |
| 2    | Gerd Müller          | FC Bayern München  | 7    |
| 3    | Roberto Bettega      | Juventus Turin     | 6    |
|      | Fethi Heper          | Eskişehirspor      | 6    |
| 5    | Vítor Baptista       | Vitória Setúbal    | 5    |
|      | Inge Ejderstedt      | RSC Anderlecht     | 5    |
|      | Jan Klijnjan         | Sparta Rotterdam   | 5    |
|      | Hans-Jürgen Kreische | Dynamo Dresden     | 5    |
|      | Peter Lorimer        | Leeds United       | 5    |
|      | Theo Pahlplatz       | FC Twente Enschede | 5    |
|      | René van de Kerkhof  | FC Twente Enschede | 5    |